# Rhizostoma pulmo
La aguamala, aguamar o acalefo azul (Rhizostoma pulmo) es una especie de cnidario escifozoo de la familia Rhizostomatidae.

## Descripción
Es la escifomedusa abundante de mayor tamaño del Mediterráneo. Alcanza unos 60 cm de diámetro, siendo el máximo registrado de 100 cm. La umbrela, la parte más amplia de su cuerpo, es de color entre blanquecino y amarillo o rosa, con el borde azul. No posee tentáculos, sino ocho fuertes brazos que se unen en la zona superior y que forman una estructura en su parte media en forma de coliflor. Carece de abertura bucal, estando sustituida por varios orificios de pequeño tamaño.
Forma una parte importante de la dieta de la tortuga laúd.
En Asia, son una fuente de compuestos bioactivos utilizados en la alimentación y la medicina tradicional. Un estudio indica que el lavado en soluciones acuosas y la separación de proteínas de alto peso molecular del extracto, por ejemplo, mediante filtración por membrana, podría ser una forma de eliminar posibles compuestos tóxicos de los extractos de medusas y concentrar compuestos solubles potencialmente bioactivos. Los componentes solubles potencialmente activos pueden tener usos como ingredientes nutracéuticos y cosmecéuticos.

## Distribución y hábitat
Vive en el nivel pelágico de las capas marinas.
Su distribución se concentra desde el norte de Europa hasta el mar Mediterráneo. Es una especie generalizada en el este del Atlántico, el mar Mediterráneo (en particular durante el final del verano y principios del otoño) y el mar Negro.

## Comportamiento

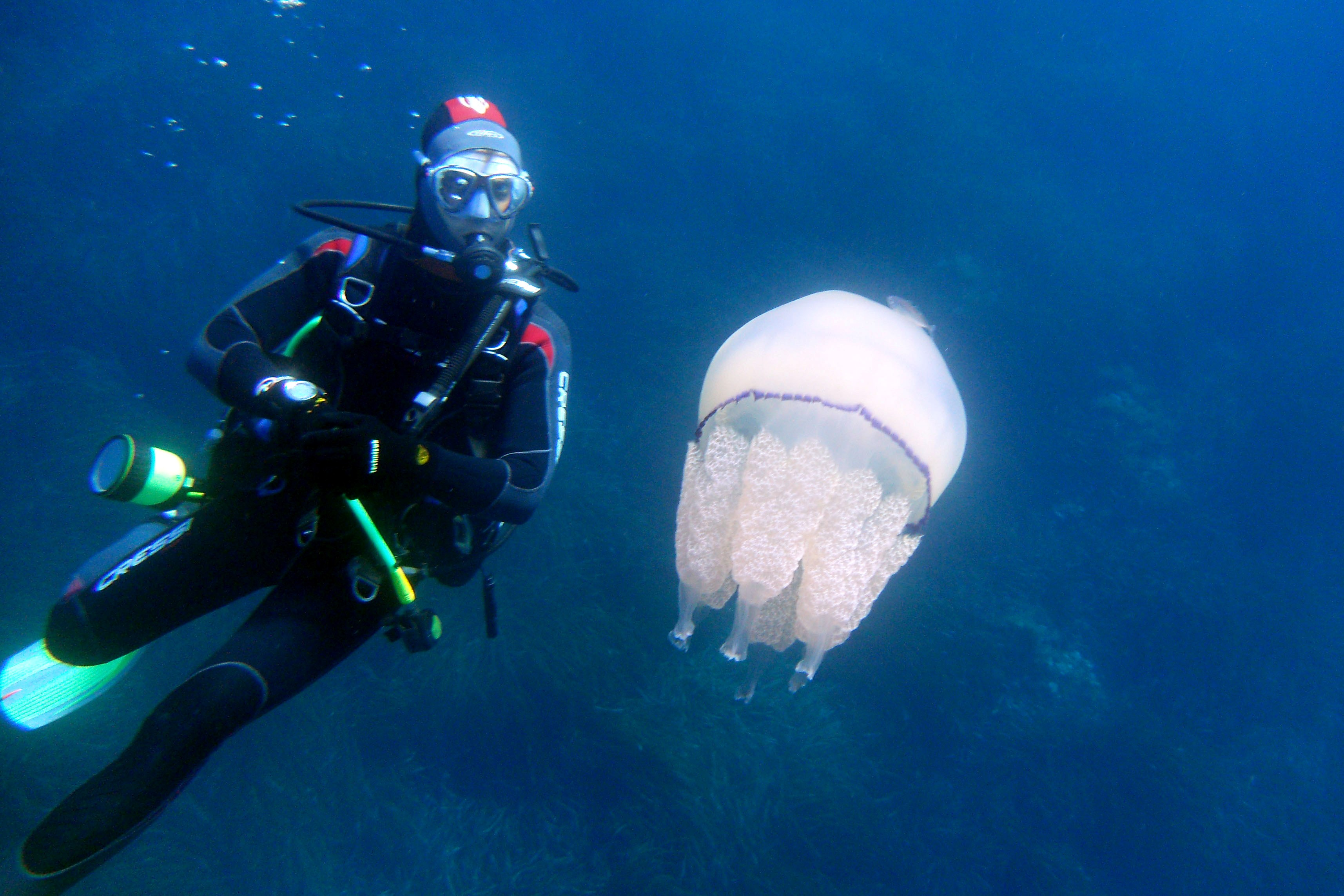
Apreciación del tamaño de Rhizostoma pulmo respecto a un buzo.

Forma grandes enjambres y frecuentemente se encuentra junto a peces del los géneros Boops, Trachurus y Seriola. Se alimenta de plancton.
La picadura de esta especie no tiene graves consecuencias; sus tentáculos normalmente no suponen un peligro para los seres humanos. Sólo en las personas sensibles el contacto puede causar irritación, que desaparece espontáneamente en un tiempo corto, pero aún deja un dolor persistente. En el agua desprende algunas sustancias o toxinas que causan pequeñas abrasiones de picazón y ardor.